# Lily Loveless
Lily May Loveless (Londen, 16 april 1990), is een Brits actrice. Ze is bekend dankzij haar rol als Naomi Campbell  in de Britse tienergeoriënteerde televisieserie Skins.

## Filmografie
| Jaar      | Productie                   | Rol               | Opmerkingen |
| --------- | --------------------------- | ----------------- | ----------- |
| 2009-2010 | Skins                       | Naomi Campbell    | 2009–2010   |
| 2009      | Seven PM                    | Fox               | 2009        |
| 2010      | Thorne: Sleepyhead          | Chloe             | 2010        |
| 2010      | The Fades (pilot)           | Anna Roberts      | 2010        |
| 2010      | Hit and Run                 | Shelley           | 2010        |
| 2010      | Combat Kids                 | Bex Clayton       | 2010        |
| 2011      | Bedlam                      | Sadie Novak       | 2011        |
| 2011      | Sket                        | Hannah            | 2011        |
| 2011      | The Fades                   | Anna Roberts      | 2011        |
| 2011      | The Sarah Jane Adventures   | Ellie Faber       | 2011        |
| 2012      | Wallander: Before the Frost | Margaretha Olsson | 2012        |
| 2012      | Candle to Water             | Chrissie          | 2012        |
| 2012      | Triptych                    | Ana               | 2012        |
| 2013      | Skins                       | Naomi Campbell    | 2013        |

- Bibliothèque nationale de France: cb16654623b (data)
- International Standard Name Identifier: 0000 0004 0021 4009
- Virtual International Authority File: 296052287